# The Comet Song
«The Comet Song» — песня исландской певицы Бьорк, написанная ею и её давним другом и сотрудником Сьоном в качестве главной музыкальной темы для фильма «Муми-тролли и комета» и выпущенная на iTunes. Все доходы от продажи сингла были перечислены жертвам наводнения 2010 года в Пакистане.
Бьорк известна как большая поклонница муми-троллей, несколько раз она была замечена в одежде с изображениями персонажей книг о них.
В 2011 году песня вошла в японскую версию альбома Biophilia.

## Музыкальное видео
Клип составлен из отрывков фильма. Режиссёром, как и в фильме, выступила Мария Линдберг.